# 紐約時報大廈
紐約時報大廈（英語：New York Times Building）是一棟52層高，位於美國紐約曼哈頓中城西邊的摩天大樓，主要用戶為發行《紐約時報》的紐約時報公司。建築物由倫佐·皮亞諾與Fox & Fowle設計，尖頂高為1,046英尺（319米），屋頂高則是748英尺（228米）。截至2021年，紐約時報大廈與克萊斯勒大廈並列為紐約第11高建築。

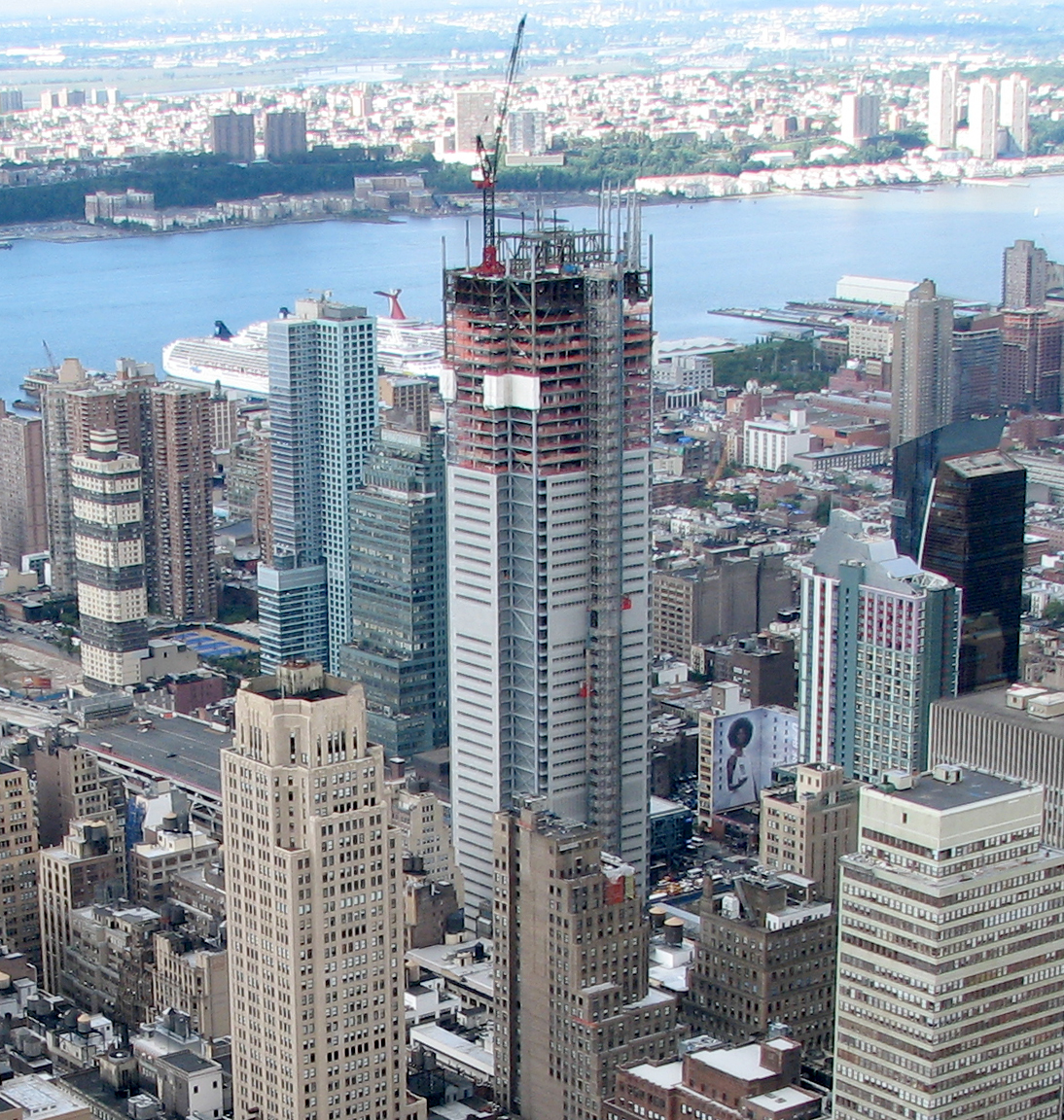
興建中的大廈（2006年9月）
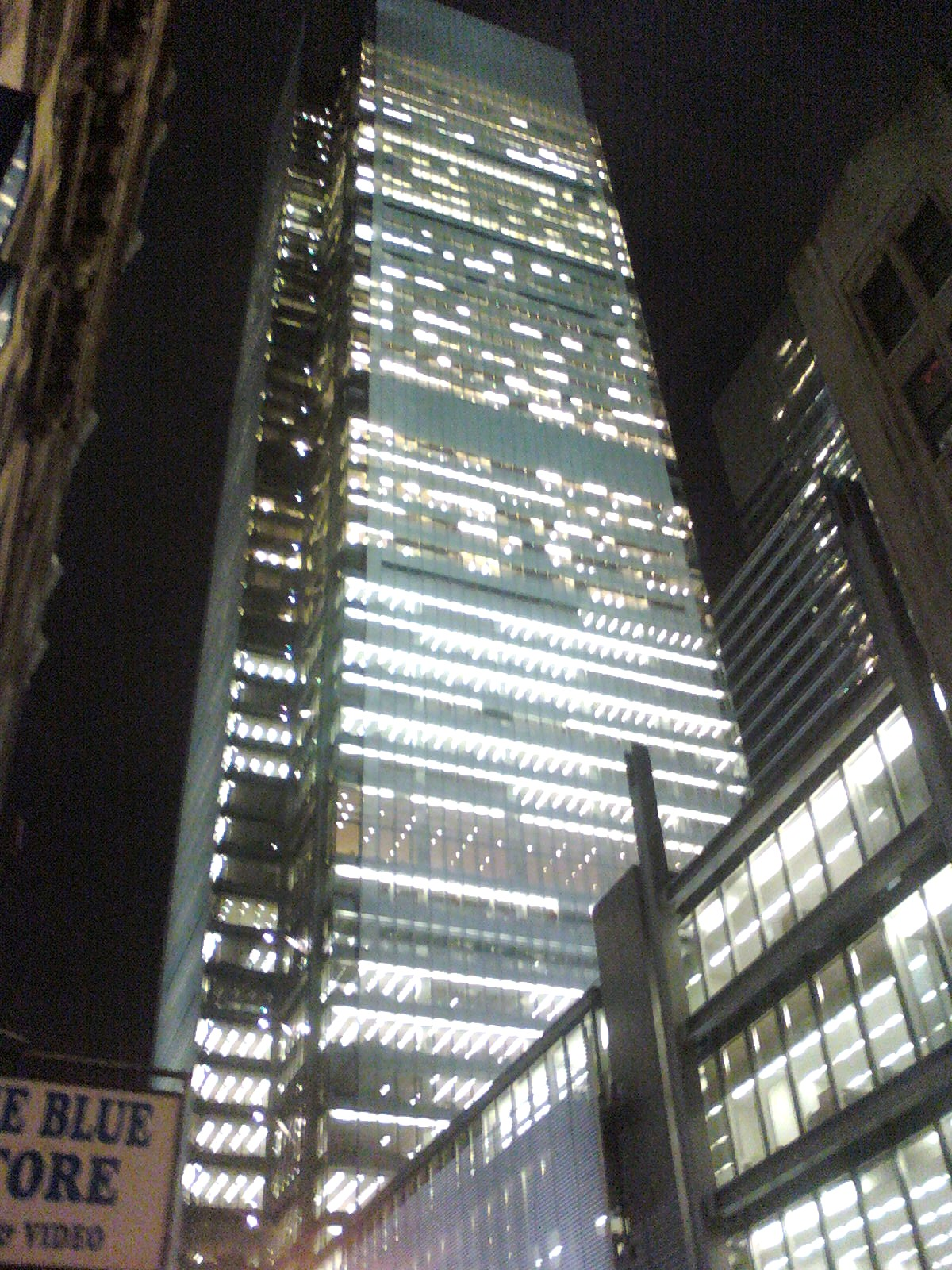
晚間的大廈外觀
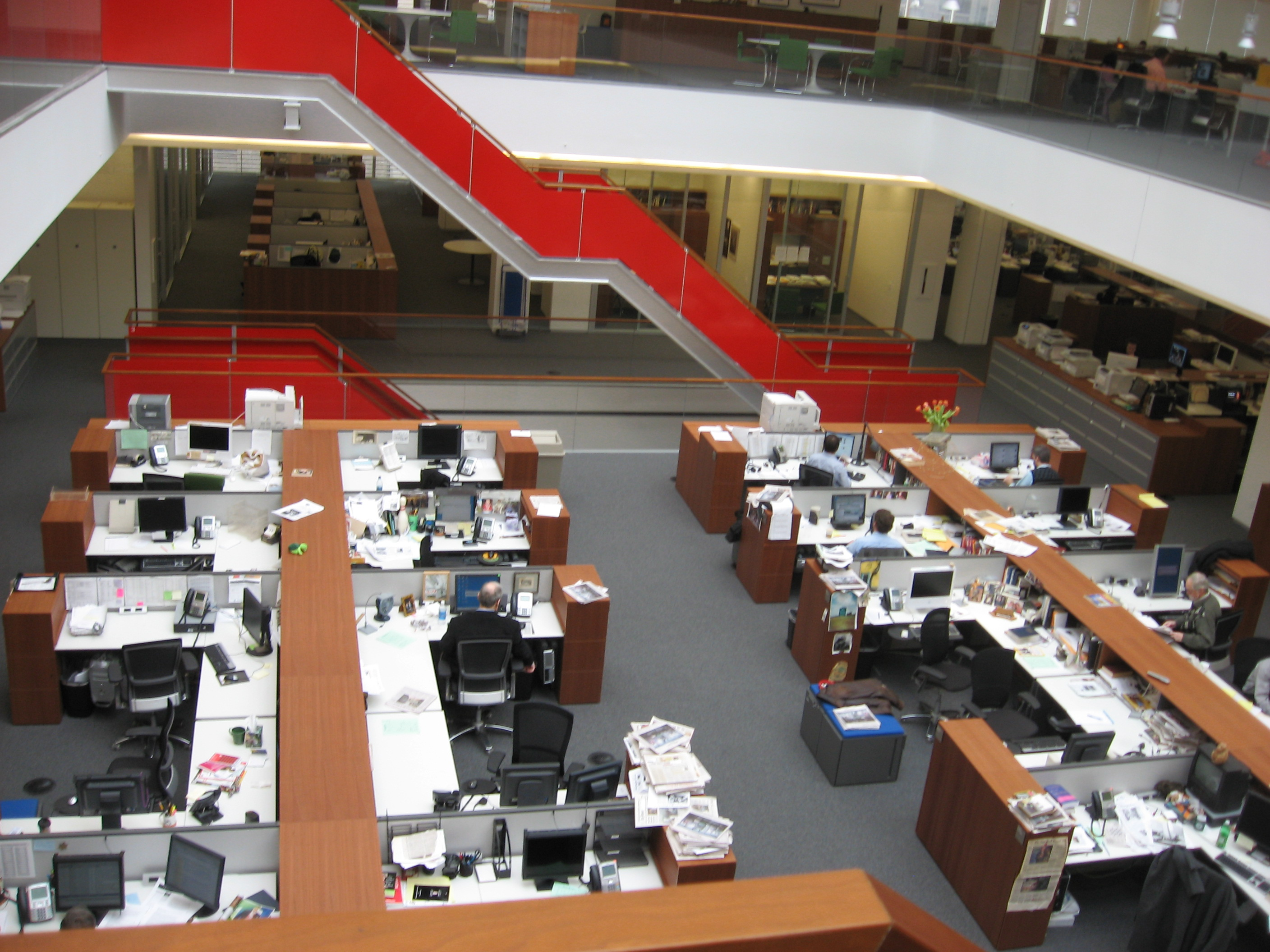
新聞編輯室

## 外部連結
- The New York Times Building official website
- New York Times Tower on CTBUH Skyscraper Center
- (PDF) (新闻稿). The New York Times Company. November 19, 2007. （原始内容 (PDF)存档于2008年2月27日）.